# Lada Granta
Lada Granta er en bilmodel fra Lada, som vil blive introduceret i efteråret 2011. Modellen er en 4-dørs sedanudgave af Lada Kalina.
Modellen findes med en 1,6-liters 4-cylindret benzinmotor, som med 8 ventiler yder 80 eller 90 hk og med 16 ventiler 98 hk.
Lada Grantas konkurrenter er bl.a. Chevrolet Aveo, Dacia Logan og Fiat Linea.
| Stub | Spire Denne bilrelaterede artikel er en spire som bør udbygges. Du er velkommen til at hjælpe Wikipedia ved at udvide den. |